# Bell Food Group
Die Bell Food Group AG (vormals: Bell Holding AG und Bell AG ) ist eine Verarbeiterin von Fleisch und Convenience Food. Das Unternehmen ist in der Schweiz und in einzelnen Produktsegmenten in mehreren europäischen Ländern  Marktführer. Im Jahr 2024 erwirtschaftete die Bell Food Group auf dem Weltmarkt einen Umsatz von rund 4,7 Milliarden Schweizer Franken. Die Bell Food Group verfügt über 69 Standorte in 14 Ländern und beschäftigt rund 13'500 Mitarbeitende.

## Organisation
Der Hauptsitz der Bell Food Group befindet sich in Basel in der Schweiz. Seit dem 1. Juni 2024 ist die Bell Food Group aufgeteilt in die Geschäftsbereiche Bell Schweiz, Bell International, Hubers/Sütag, Eisberg, Hilcona, Hügli sowie Finanzen/Services. Der Geschäftsbereich Bell International setzt sich aus den Divisionen Bell Deutschland, Bell Spanien, Bell Frankreich sowie Bell Polen zusammen.
In der Schweiz ist Bell bei der Geflügelproduktion, mit einem Marktanteil von 32,7 Prozent (Stand: 2018), der zweitgrösste Marktteilnehmer, nach Micarna (Marktanteil 41,5 %) und vor der FRIFAG Märwil AG (kurz Frifag; Marktanteil 14 %). Der Schweizer Geflügelschlachthof von Bell liegt in Zell (LU). Dort wurde im Jahr 2011 die Schlachtmethode von Elektroschock auf Vergasung umgestellt, was als tierschonender gilt.
Im Juni 2022 war die Bell Food Group in der Liste der grössten Unternehmen in der Schweiz auf dem 53. Rang vertreten. Die Bell Schweiz AG ist Mitglied bei der Branchenorganisation Proviande und Mitglied bei der IG Bio. Mit Marco Tschanz ist Bell auch im Verwaltungsrat der Centravo Holding AG vertreten, ein auf Verarbeitung und Entsorgung von Schlachtnebenprodukten spezialisierte Unternehmensgruppe. Tschanz wird als Nachfolger von Lorenz Wyss per 1. Juni 2024 neuer CEO der Bell Food Group.

## Geschichte
Im Jahr 1869 eröffnete Samuel Bell-Roth (* 1840; † 1920) in Basel eine Metzgerei unter dem Namen Ochsenmetzg. Die erste Filiale wurde 1890 in Basel eröffnet. 1899 wurde die Kollektivgesellschaft Samuel Bell Söhne ins Leben gerufen, die acht Jahre später (1907) in eine Aktiengesellschaft umgewandelt wurde. Im selben Jahr wurde ein Areal an der Elsässerstrasse 174–188 in Basel erworben, das noch heute als Hauptsitz und Produktionsstandort dient.

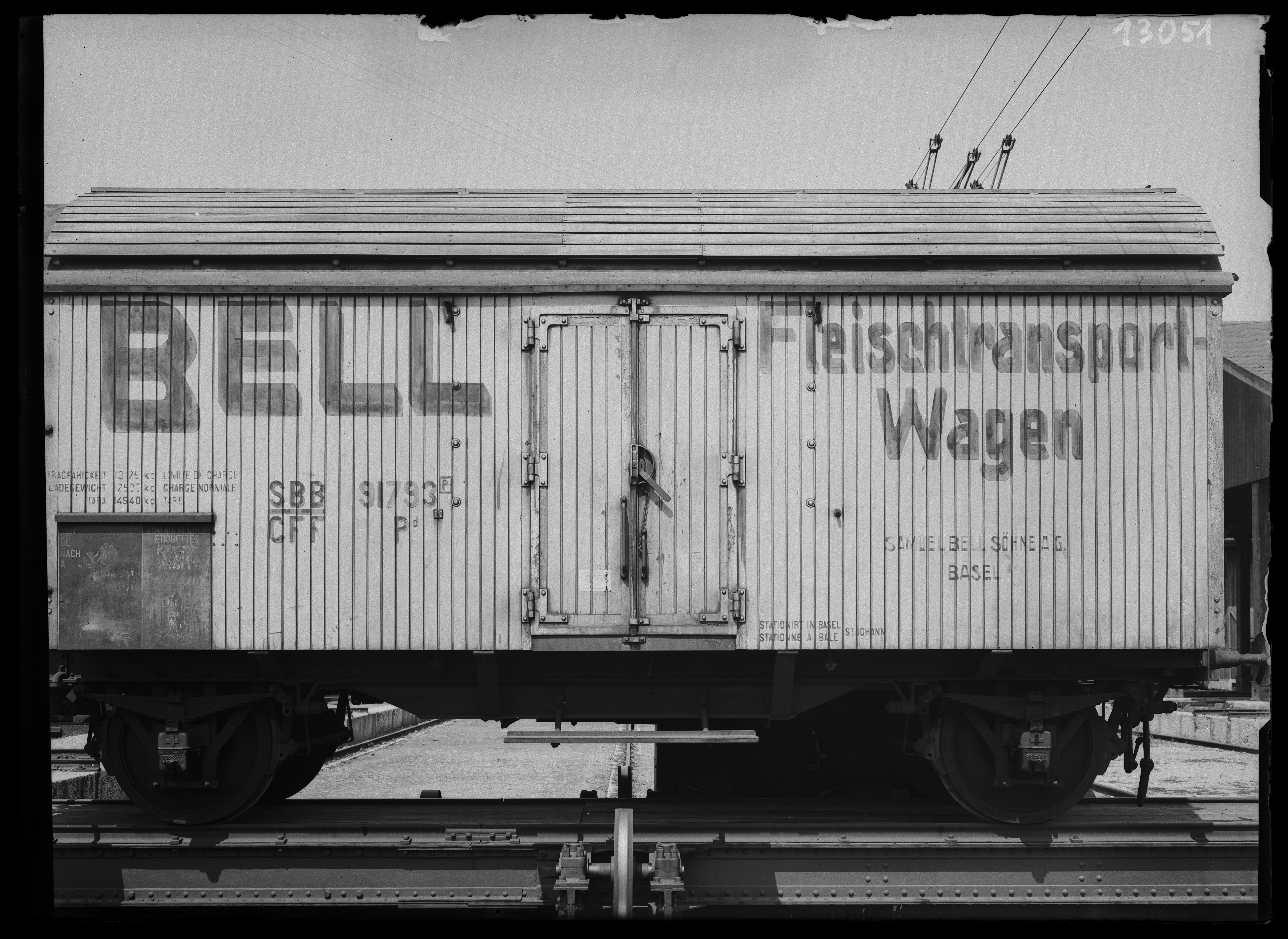
Bell Fleischtransport-Eisenbahnwagen (1915)

1912 wurde das Kühlhaus von den Architekten Rudolf Suter (1871–1932) und Otto Burckhardt (1872–1952) (heute Suter & Suter) gebaut und am 1. Mai 1913 in Betrieb genommen. Damit war Bell der grösste Fleischproduzent der Schweiz und ging im selben Jahr eine Verbindung („Bell Allianz“) mit dem damaligen Verband Schweizerischer Konsumvereine V.S.K. (heute Coop Genossenschaft) ein. Dabei beteiligte sich der VSK an der Bell AG und verpflichtete sich, seinen Mitgliedern Bell-Produkte zu verkaufen. Die erste inländische Beteiligung erfolgte 1920 bei der Gebrüder Moser AG aus Schaffhausen. 1945 starb mit Rudolf Bell der letzte der Bell-Söhne. 1961 erreicht Bell mit 172 Filialen seine grösste Ausdehnung. 1969 erfolgte die Übernahme der Firma Grieder AG in Oensingen. Von 1982 bis 1985 wurde in Basel ein neues Produktionszentrum gebaut.
1991 übernimmt Bell die Grossmetzgerei von Coop in Basel. 1995 und 1997 brachte Coop jeweils 20 Prozent des Aktienkapitals an die Börse. 1998 erfolgte eine Beteiligung an der SEG-Poulets AG in Zell (LU). Die Unternehmensgruppe wurde 1999 in eine Holding umgewandelt. 2001 übernahm Bell alle Coop-Metzgereizentralen. 2002/2003 hat Bell die SEG-Poulets AG komplett übernommen und in die Bell Holding integriert. Die Pouletproduzenten von Bell sind in der Mästerorganisation SEG (kurz MOSEG) zusammengeschlossen. Die eigenen Metzgereifachgeschäfte spaltete Bell 2003/2004 mittels Management-Buy-out ab. Der damalige Leiter der Bell-Fachgeschäfte, Walter Gfeller, übernahm 15 der 20 Filialen und betrieb sie unter dem Namen „Kauffmann“ weiter. 2005 brachte Bell den Geschäftsbereich Handel (Bell Gastro Service und Grande Boucherie du Molard) mit Ausnahme von Bell Catering in das zwischen der Coop und der deutschen Rewe Group neugegründete Gemeinschaftsunternehmen Transgourmet ein. Mit Wirkung zum Jahresanfang 2008 übernahm Bell den französischen Wurst- und Schinkenhersteller Polette-Gruppe. Zum 1. Oktober 2008 erwarb die Bell AG einen Anteil von 70 Prozent am deutschen Fleischwarenhersteller Zimbo in Bochum. Im November 2008 wurden 75 Prozent an Abraham Schinken erworben. Per Ende 2009 wurden alle Catering-Aktivitäten an die SV Group verkauft. Mit Wirkung zum Jahresanfang 2011 brachte Bell den Geschäftsbereich Convenience in das liechtensteinische Unternehmen Hilcona ein. Im Gegenzug beteiligte sich Bell mit 49 Prozent an der Hilcona AG (der andere der zwei Hilcona-Aktionäre ist die Toni Hilti Familien-Treuhänderschaft). Ab 1. April 2011 hat Lorenz Wyss den Vorsitz der Bell-Gruppenleitung von Adolphe R. Fritschi übernommen, welcher bereits im November 2010 zurücktrat. Am 1. Mai 2015 löste Bell die vereinbarte Option für weitere zwei Prozent an der Hilcona AG und wurde damit mit 51 Prozent Mehrheitsaktionärin.
2014 verhängte das Bundeskartellamt gegen 21 Wurstunternehmen des sogenannten Wurstkartells, darunter Bell Deutschland, eine dreistellige Millionenstrafe wegen illegaler Preisabsprachen. Am 23. Juni 2017 hat das deutsche Bundeskartellamt das Verfahren gegen Bell Deutschland eingestellt. Wegen der Wurstlücke musste die Busse aufgehoben werden.
Mit Wirkung zum 1. März 2016 wurde der grösste österreichische Geflügelfleischhersteller Hubers Landhendl übernommen. Zum 1. April 2016 erwarb Bell die Zürcher Eisberg-Gruppe, die mit 400 Mitarbeitern in der Schweiz und Osteuropa Blattsalate herstellt und CHF 55 Mio. umsetzt. Ebenfalls 2016 übernahm Bell die auf Charcuterie spezialisierte Cher-Mignon SA mit Sitz in der Walliser Gemeinde Chermignon und CHF 13 Mio. Jahresumsatz. Zum 1. Oktober 2016 akquirierte Bell die auf die Belieferung der Gastronomie spezialisierte Geiser AG mit Sitz Schlieren (ZH). Das Unternehmen erzielt mit 120 Mitarbeiter einen Jahresumsatz von rund CHF 45 Mio. 2017 wurde die auf Frischteigwaren und vegetarische Gerichte spezialisierte Frostag Food-Centrum AG aus Landquart übernommen. Im gleichen Jahr wurde die Bell-Gruppe offiziell von Bell AG in Bell Food Group umbenannt.
Die von Bell in Oensingen geplanten Investitionen für den Ersatzbau des bestehenden Rinderschlachthofs an der Dünnernstrasse sowie die Ansiedlung der Schweinezerlegerei haben den Verkehrs-Club der Schweiz (VCS) auf den Plan gerufen. Kritisiert wird vom VCS, dass das Parkhaus für alle der künftigen 1200 Mitarbeitenden erstellt werden soll. In der Verkehrsprognose des Umweltverträglichkeitsberichts werde davon ausgegangen, dass alle Beschäftigten ihren Arbeitsweg individuell mit einem Motorfahrzeug zurücklegten. Folglich seien bei diesen Berechnungen Fahrgemeinschaften, öV-Benutzer oder der Langsamverkehr mit Velos und Fussgängern nicht berücksichtigt worden, führt der VCS ins Feld. Die Bauarbeiten des neuen Rinderschlachthofs begannen im Frühling 2022, der Betrieb soll ab Sommer 2025 schrittweise aufgenommen werden.
Am 15. Januar 2018 gab Bell bekannt, dass sie die Dr. A. Stoffel Holding und damit ihre Kapitalbeteiligung von 50,2 Prozent mit einem Stimmrechtsanteil von 65 Prozent an der Firma Hügli Holding übernimmt. Hügli soll innerhalb von Bell als eigenständige Unternehmenseinheit weitergeführt werden. Ebenfalls 2018 beteiligte sich Bell mit 2 Millionen Euro an dem niederländischen Unternehmen Mosa Meat; welche plant bis 2021 In-vitro-Fleisch auf den Markt zu bringen. Inzwischen bietet das Unternehmen auch Fleischersatzprodukte an.
In der Nacht vom 20. auf den 21. November 2018 wurde der Schlachthof in Oensingen von 134 Aktivisten der Tierrechtsbewegung 269 Libération Animale besetzt. Die Besetzung wurde durch die Polizei geräumt und mehr als 100 Strafbefehle wurden durch die Staatsanwaltschaft ausgestellt. 34 Aktivisten haben Einsprache gegen die wegen Nötigung, Hausfriedensbruch und Hinderung einer Amtshandlung erhaltenen Strafbefehle eingelegt und müssen nun vor Gericht erscheinen.
Ende Februar 2019 wurde bekannt, dass die ehemalige Bundesrätin Doris Leuthard am 16. April 2019 einen Sitz im Verwaltungsrat der Bell Food Group übernehmen soll. An der Generalversammlung vom 23. März 2021 trat Hansueli Loosli nach zwölfjähriger Amtszeit als Verwaltungsratspräsident aus dem Verwaltungsrat der Bell Food Group zurück. Seine Nachfolge als Verwaltungsratspräsident hat der bisherige Vizepräsident Joos Sutter übernommen. Als neue Vizepräsidentin wurde Doris Leuthard gewählt.
2022 hat Bell die Brüterei Stöckli AG in Ohmstal, mit Sitz in Schötz übernommen (Vertikale Integration).

## Aktionäre
Mehrheitsaktionärin des an der SIX Swiss Exchange kotierten Unternehmens Bell Food Group AG ist mit einem Aktienanteil von 66,67 Prozent die Coop-Gruppe Genossenschaft mit Sitz in Basel. Weitere Aktionäre sind mit 3,976 Prozent die VV Vermögensverwaltung AG aus Zug und mit 3,127 Prozent die J. Safra Sarasin Investmentfonds AG (eine Tochtergesellschaft der Bank J. Safra Sarasin) aus Basel.
Anteile von über einem Prozent halten zudem die Dimensional Fund Advisors LP und The Vanguard Group, Inc., beide aus den USA. Es folgt die zur norwegischen Zentralbank gehörende Norges Bank Investment Management mit 0,7772 Prozent. Tiefer liegen die Beteiligungen der Banken Credit Suisse, UBS, Reichmuth & Co und Valiant Bank.
Weitere Aktien befinden sich in Streubesitz.
Die Coop-Gruppe Genossenschaft hat die Aufstockung ihrer Beteiligung auf 66,67 % im Juni 2022 bekannt gegeben.